# Hobart, Oklahoma
Hobart är administrativ huvudort i Kiowa County i Oklahoma. Orten har fått sitt namn efter USA:s 24:e vicepresident Garret Hobart. Enligt 2010 års folkräkning hade Hobart 3 756 invånare.